# Конрад Фердинанд Маєр
Конрад Фердинанд Маєр (нім. Conrad Ferdinand Meyer; 11 жовтня 1825, Цюрих, Швейцарія — 28 листопада 1898, Кільхберг, Берн, Швейцарія) — швейцарський поет, прозаїк, майстер літературного реалізму.

## Життєпис
Конрад народився в Цюриху. Його батько, був державним діячем та істориком, рано помер, мати була висококультурною жінкою. Маєр з дитинства страждав від нападів психічних захворювань.
Після закінчення гімназії, він займався вивченням права, але усе-таки більше захоплювався історією та гуманітарними науками.
Тривалий час відвідував Женеву, Лозанну, Париж та Італію, де цікавився історичними дослідженнями. На творчість Маєра особливо вплинула діяльність таких істориків як: Луї Вульємін з Лозанни та Якоб Буркхардт з Базеля, чиї книги про епоху Відродження розбурхували його уяву.
У 1864 році перша збірка віршів Маєра була опублікована анонімно. У 1869 році він разом із сестрою переїхав до Кюснахта на Цюрихському озері. Війна між Німеччиною та Францією в 1870-71 роках занурила Маєра, який жив в обох культурах, у глибокий конфлікт. Після німецької перемоги він віддав перевагу німецькій літературі.
Першого літературного успіху поет досягнув у 1872 році, коли опублікував цикл віршів «Останні дні Гуттена» у віці 46 років. Після того, майже щороку з'являлися його історичні оповідання та романи.
У 1875 році він мешкав в Кільхберзі, над Цюрихом. Того ж року, він одружився з Луїзою Циглер, донькою мера Цюриха Пауля Карла Едуарда Циглера. Цей шлюб зміцнив його соціальне становище. У 1879 році у пари народилася донька Камілла, яка, як і її бабуся, покінчила життя самогубством у 1936 році. Дружина Маєра не ладнала з його сестрою, яка займалася хатнім господарством у домі брата. У 1887 році Маєра знову охопила важка депресія. Він з великими труднощами зміг закінчити свій останній твір «Анджела Борджіа».
У 1880 році він отримав ступінь почесного доктора Цюрихського університету.
У 1892 році його помістили до психіатричної лікарні. Він усе більше впадав у депресивний стан і покинув лікарню у 1893 році без будь-яких покращень. Останні роки життя він провів у своєму домі в Кільхберзі під наглядом дружини, яка піклувалася про нього.
На творчість Маєра суттєво вплинула його життєва ситуація — пізній прихід у літературу (він почав професійно займатися письменницькою діяльністю в сорок п'ять років), особливості характеру: замкнутість, страх перед життям, яке він пізнав так пізно, важка спадковість (мати його покінчила життя самогубством через напад душевної хвороби). Саме тому, що він боявся смерті — духовної (божевілля) та фізичної, він так часто звертався у своїх новелах і віршах до теми загибелі, яка чатує на людину, ніби прагнучи засобами мистецтва подолати небезпеку.
Маєр є одним із найвидатніших майстрів історичної новели. Його творчість пронизана пафосом гуманізму, любові до людини. У своїх творах він зображав історичні епохи, насичені гострою і напруженою боротьбою протиборчих сил: Швейцарія та Італія періоду середньовіччя та Відродження, Франція під час Варфоломіївської ночі, Німеччина епохи Тридцятирічної війни. Він прагнув, звертаючись до героїчних періодів, показати перемогу Відродження над середньовіччям.
Помер у своєму будинку в Кільхберзі 28 листопада 1898 року. Останній рік перед смертю перебував у стані істеричної коми. Скульптор Луї Ветлі створив надгробний пам'ятник для поета у вигляді обеліска.

## Творчість
Творам Конрада Фердинанда Маєра властивий тонкий гумор. Видатні люди іноді з'являються як другорядні персонажі у своєрідній історії, наприклад, шведський король Густав Адольф (у «Пажі Густава Адольфа»), Людовік XIV (у «Стражданнях хлопчика») або Данте Аліг'єрі (у «Одруженні ченця»). Поет припускає, що читач поінформований про значення цих другорядних персонажів. Однак іноді в цьому плані трапляються сюрпризи. У будь-якому випадку передісторія та внутрішня історія майстерно переплітаються.
Проза
- Das Amulett, Novelle, 1873 («Амулет», повість, 1873)
- Jürg Jenatsch, Roman, 1876 (Юрг Єнач, роман, 1876)
- Der Schuß von der Kanzel, Novelle, 1878 (Постріл з кафедри, оповідання, 1878)
- Der Heilige, Novelle, 1880 (Святий, повість, 1880)
- Plautus im Nonnenkloster, Novelle, 1882 (Плавт в жіночому монастирі, повість, 1882)
- Gustav Adolfs Page, Novelle, 1882 (Густав Адольф Пейдж, повість, 1882)
- Das Leiden eines Knaben, Novelle, 1883 (Печаль хлопчика, повість, 1883)
- Die Hochzeit des Mönchs, Novelle, 1884 (Одруження ченця, новела, 1884)
- Die Richterin, Novelle, 1885 (Суддя, повість, 1885)
- Die Versuchung des Pescara, Novelle, 1887 (Спокуса Пескари, повість, 1887)
- Angela Borgia, Novelle, 1891 (Анджела Борджіа, повість, 1891)

Вірші
- Huttens letzte Tage, 1872 (über den Humanisten Ulrich von Hutten) (Останні дні Гуттена, 1872 (про гуманіста Ульріха фон Гуттена)
- Engelberg, 1872 (Енгельберг, 1872)

Поезії
- Zwanzig Balladen von einem Schweizer, 1864 (Двадцять балад швейцарця, 1864)
- Romanzen und Bilder, 1869 (Романси та картини, 1869)
- Gedichte, 1882 (Вірші, 1882)